# Suzuka Hasegawa
Pour les articles homonymes, voir Hasegawa.
Suzuka Hasegawa (長谷川 涼香, Hasagawa Suzuka), née le 25 janvier 2000 à Kita, est une nageuse japonaise spécialiste du papillon.

## Biographie
Lors de sa participation aux Jeux olympiques d'été de 2016, elle termine 9e du 200 m papillon, loupant l'entrée en finale pour une place. 
En 2017, elle bat le record du monde junior du 200 m papillon en 2 min 06 s 29 lors des Championnats du Japon. Aux Championnats du monde juniors de natation 2017, elle remporte la médaille d'argent du 200 m papillon. La même année, elle commence des études en sciences du sport à l'université Nihon à Tokyo.
En août 2018, lors des Jeux asiatiques, elle remporte le bronze sur le 200 m papillon. Quelques mois plus tard, aux Championnats du monde de natation en petit bassin 2018, elle termine 3e du 200 m papillon derrière la Hongroise Katinka Hosszú et l'Américaine Kelsi Worrell.